# San Javier (Spanyolország)
San Javier egy község Spanyolországban, Murciában. San Javier Murcia, Cartagena, Los Alcázares, Torre-Pacheco, Pilar de la Horadada és San Pedro del Pinatar községekkel határos. Lakosainak száma 35 872 fő (2024).

## Népesség
A település népessége az elmúlt években az alábbi módon változott:
| Lakosok száma | 20 402 | 24 686 | 29 167 | 31 432 | 32 641 | 31 988 | 31 695 | 32 489 | 34 468 | 35 872 |
|               | 2001   | 2004   | 2007   | 2009   | 2012   | 2014   | 2017   | 2019   | 2022   | 2024   |